# Václav Verner
Václav Verner (ur. 6 maja 1949 w Pradze, zm. 13 marca 2018 tamże) – czeski żużlowiec, występujący również na długim torze, na trawie i na lodzie.

## Życiorys

### Kariera sportowa
Ośmiokrotny medalista indywidualnych mistrzostw Czechosłowacji: złoty (1971), pięciokrotnie srebrny (1970, 1976, 1977, 1978, 1980) oraz dwukrotnie brązowy (1975, 1981).
Wielokrotny uczestnik eliminacji indywidualnych mistrzostw świata, w tym dwukrotny finalista tych rozgrywek (Los Angeles 1982 – XV miejsce, Göteborg 1984 – XVI miejsce). Wielokrotny uczestnik drużynowych mistrzostw świata, w tym dwukrotny brązowy medalista tych rozgrywek (Wrocław 1977, Londyn 1979). Trzykrotny finalista mistrzostw świata par (Malmö 1970 – VI miejsce, Rybnik 1971 – IV miejsce, Chorzów 1978 – IV miejsce).
Wicemistrz Europy na torze trawiastym (1984). Czterokrotny finalista indywidualnych mistrzostw świata na długim torze (Radgona 1975 – XII miejsce, Mariańskie Łaźnie 1976 – X miejsce, Aalborg 1977 – XV miejsce, Korskro 1985 – XIII miejsce).
Startował w lidze brytyjskiej, w barwach klubów z Exeter (1977–1979, 1993–1995) i Poole (1980, 1982, 1983).

### Życie prywatne
Brat Jana Vernera, bratanek Miloslava Vernera i wujek Filipa Šitery, również żużlowców.